# 小田急電鉄の荷物電車
小田急電鉄の荷物電車（おだきゅうでんてつのにもつでんしゃ）では、かつて小田急電鉄（前身である、小田原急行鉄道および東京急行電鉄（大東急）時代も含む）により行われていた荷物輸送の歴史について記述する。
本項では以下、単に「小田急」と表記した場合は小田原急行鉄道および小田急電鉄をさすものとする。

## 歴史

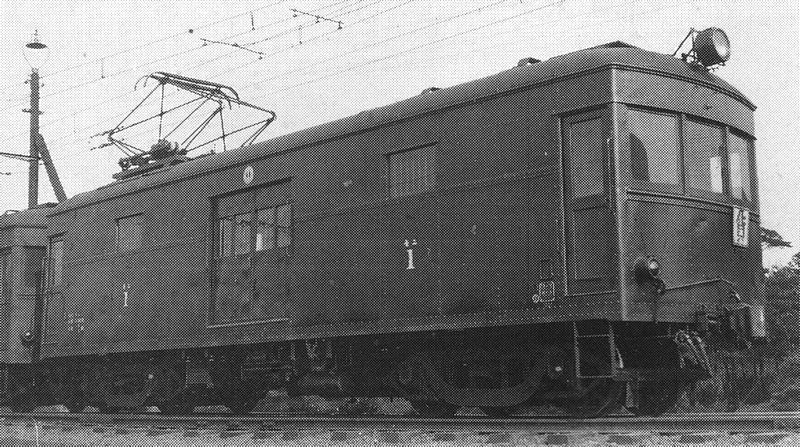
開業の年に用意されたモニ1形

小田急における荷物輸送は、1927年4月1日の小田原線開業当時に、荷物室を備えた101形電車によって手小荷物の輸送を開始したのが始まりである。この当時は、鉄道旅行においては駅で手荷物を預けた上で、旅客の乗る列車と同一の列車で輸送しており、小田急も旅客と手荷物の同時輸送を考慮していたとみられている。同年秋に増備された131形電車と151形電車でも荷物室を設けており、同年11月からは荷物専用の車両としてモニ1形電車が導入されている。ただし、現実には旅客と手荷物の同時輸送という需要はほとんどなく、1929年に江ノ島線が開業した際の増備車には、荷物室は設けられなかった。
当時は小田原線を毎日2往復の荷物列車が設定されていた。江ノ島線開業と同時に、江ノ島線でも荷物輸送が開始されているが、こちらは専用の荷物列車の運行はなく、旅客列車に荷物を積載しての運行であった。1939年3月には、逓信省からの要請を受けて郵便逓送業務を行なうことになり、逓信省の負担によりモニ1形のうち2両が郵便室を設置の上モユニ1形に改造された。改造されなかったモニ1形は1941年に廃車となった。
戦後も同様の運行形態が続いたが、荷物輸送が多くなり、1957年にはデハ1100形から1両が荷物車に改造されて、デニ1100形として運用を開始した。特に学期始めや学期末などにはしばしば2両編成となり、時には3両編成での運行もみられるようになった。
1955年頃、自動車の増加が著しいため定時輸送が困難になっているという理由で、日本新聞協会か新聞配送連盟から鉄道による新聞輸送の要請があった。始発電車前の運行となり、保線を担当する部署からは「保守間合いが確保できない」と猛反対があったが、結局1955年10月から近郊区間の新聞朝刊輸送が開始された。1959年4月1日のダイヤ改正からは、夕刊の輸送も開始された。
1962年12月3日のダイヤ改正では、朝刊を輸送する列車については廃止となったが、夕刊輸送用の列車は運行区間が小田原まで延長された。また、この時から新聞列車はデニ1000形・デニ1100形ではなく、1200形・1300形・1400形が使用されるようになった。このダイヤ改正からは江ノ島線にも荷物列車の運行が開始された。1963年4月1日のダイヤ改正で、向ヶ丘遊園止まりの新聞輸送電車は相模大野まで延長されたほか、小田原行きの新聞輸送電車は1300形の単行運転となった。1969年には1300形が荷物電車に改造されて、デニ1300形として運用に加わった。
その後、1971年には郵便輸送が廃止され、デユニ1000形は郵便室を撤去した上でデニ1000形に改造された。1972年には荷物輸送は社用品の輸送と兼用されることになり、配送列車という扱いに変更された。1973年には新宿駅の改良工事に伴い、新宿駅の荷物扱いホームが廃止されることになり、運行区間は経堂から小田原・江ノ島間に短縮された。また、輸送量の減少により、1976年にはデニ1000形1両とデニ1100形1両が廃車となった。1981年の時点では、運行区間は経堂から小田原・長後間となっていた。
1984年3月21日限りで荷物輸送は廃止となり、同年3月31日限りで社用品輸送も終了し、小田急の荷物電車は全廃となった。

## 運行上の特徴
新宿駅では1973年まで貨物・荷物扱い用のホームが存在しており、ここでトラックから荷物電車への積み込みが行われていた。また、一部の中間駅には旅客用ホームとは別に荷物用のホームが存在した。
小田原駅では、国鉄と荷物の中継を行うため、東海道本線のホームまで乗り入れていた。

## 車両
車体色は旅客車両とは異なるものとしていた。
開業当時は青1色であったが、戦時中には茶色1色となった。戦後、1959年時点では緑色1色であったが、1960年頃にデニ1000形の車体を更新した際には、緑色をベースに黄色い帯を配したデザインとなった。1971年に郵便輸送が廃止された際に、赤13号（ローズピンク）1色に変更され、さらに1973年からは白い帯を配したデザインとなった。なお、デニ1300形については、1969年に改造された当初は茶色1色であったが、1971年に赤13号に変更されている。

### 荷物車両
| デニ1000形 |  | デニ1300形 |
| デニ1000形 |  | デニ1300形 |

モニ1形→モユニ1形→デユニ1000形→デニ1000形1927年11月にモニ1形として4両が導入されたが、うち2両は郵便室つきモユニ1形に改造され、改造されなかった2両は1941年5月に廃車。大東急時代の1942年にデユニ1000形となった。デユニ1000形として残った2両は1960年頃に1500形の車体を流用して車体載せ換えを行い、デハ1501の車体がデユニ1001に、クハ1551の車体がデユニ1002に移された。種車そのものの車長・車高が異なっていたことから、デユニ1001・1002の間には若干の差異がある。1971年に郵便室が廃止されデニ1000形となる。1976年に1両が廃車。残る1両は制御装置・台車を交換の上1984年の荷物輸送全廃まで使用された。なお車体の載せ換えに際して余剰となった車体は、空気ばね式連接構造の自然振り子車の試験車体として用いられた。
デニ1100形開業時に近郊区間用の車両として導入されたデハ1100形のうち、1958年2月に1両 (1101) が荷物電車に改造された。1962年、油圧式強制振り子車の試験車として用いられた。1976年に廃車。
デニ1300形後述するモハニ151形の改造後の形式であるデハ1300形が、1969年10月に4両とも荷物電車に改造されて登場。1984年の荷物輸送全廃まで使用された。

### 荷物室つき旅客車両

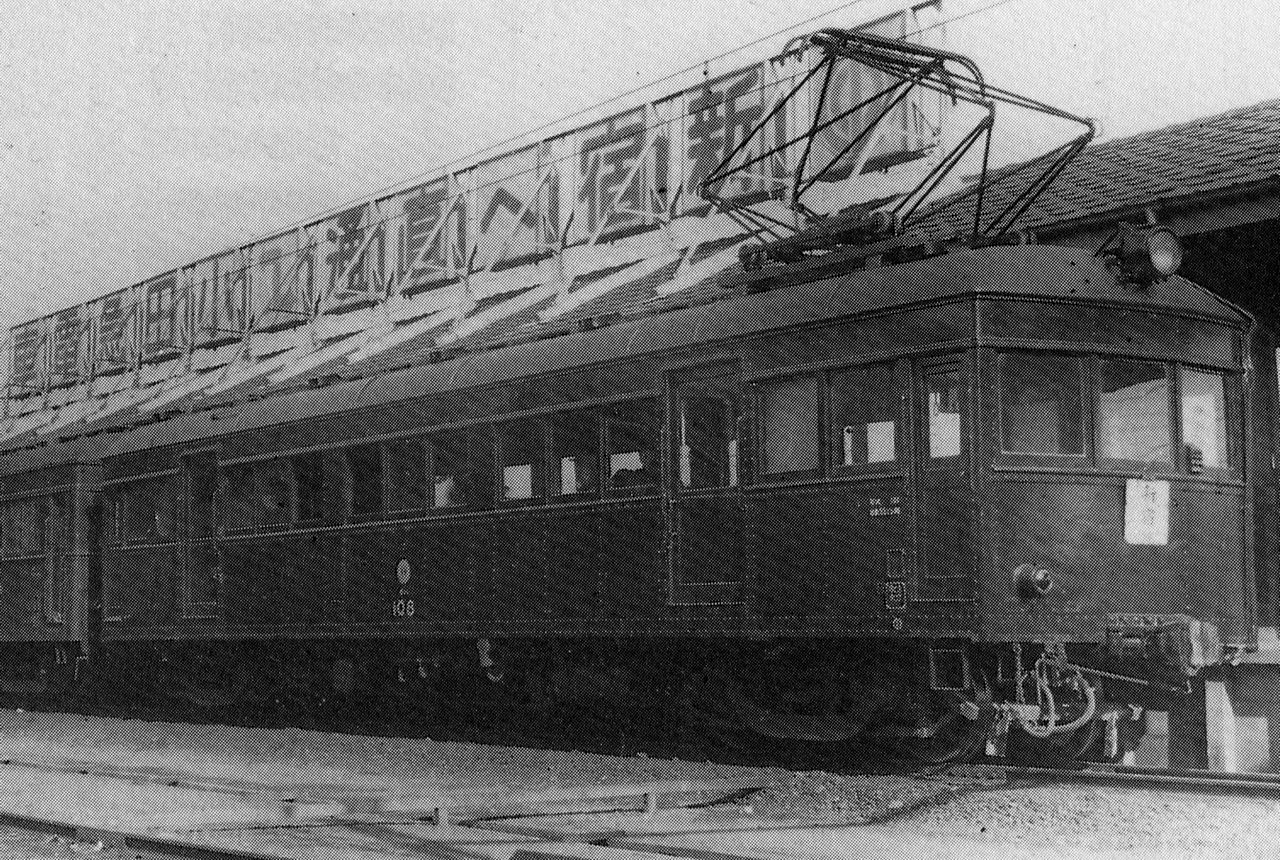
モハニ101形

いずれも小田原急行鉄道時代。
モハニ101形1927年4月の開業当時から運用開始。1941年から1942年にかけて荷物室撤去が行われた。
モハニ131形1927年10月に登場。1930年に荷物室撤去が行われた。
モハニ151形1927年10月に登場。本形式のみ、大東急時代にも唯一の荷物合造車・デハニ1250形として運用されたが、1946年に荷物室撤去が行われた。